# Drawsko Pomorskie (gemeente)

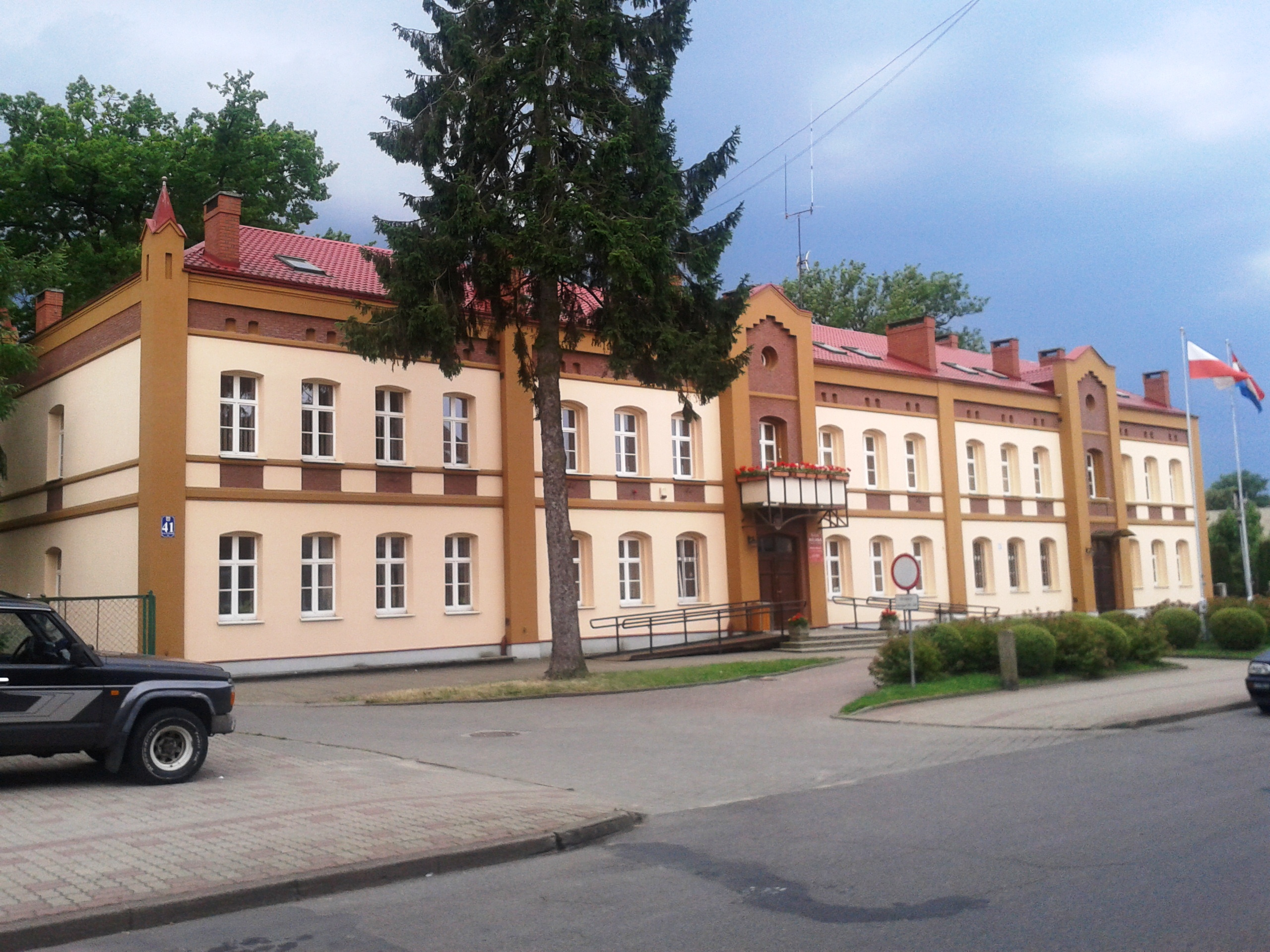
Kantoor van gemeenten en steden - Drawsko Pomorskie

De gemeente Drawsko Pomorskie is een stad- en landgemeente in Polen. Aangrenzende gemeenten:
- Kalisz Pomorski, Ostrowice en Złocieniec (powiat Drawski)
- Łobez en Węgorzyno (powiat Łobez)
- Ińsko (powiat Stargardzki)
- Brzeżno (powiat Świdwiński)

Zetel van de gemeente is in de stad Drawsko Pomorskie.
De gemeente beslaat 19,5% van de totale oppervlakte van de powiat.

## Demografie
De gemeente heeft 28,4% van het aantal inwoners van de powiat.

## Plaatsen
- Drawsko Pomorskie (Duits Dramburg, stad sinds 1297)

Administratieve plaatsen (sołectwo) van de gemeente Drawsko Pomorskie:
- Dalewo, Gudowo, Jankowo, Konotop, Linowno, Łabędzie, Mielenko Drawskie, Nętno, Rydzewo, Suliszewo, Zagozd, Zarańsko en Żółte.

Zonder de status sołectwo : Cianowo, Gajewko, Gajewo, Golina, Karwice, Kumki, Krzynno, Lasocin, Olchowiec, Oleszno, Roztoki, Ustok, Woliczno, Zagórki, Zbrojewo, Ziemsko, Żołcin, Żołędowo.